# Nyctiophylax dicellatus
Nyctiophylax dicellatus là một loài Trichoptera trong họ Polycentropodidae. Chúng phân bố ở miền Australasia.